# 最近この世界は私だけのモノになりました……
『最近この世界は私だけのモノになりました……』（さいきんこのせかいはわたしだけのモノになりました……）は、唯登詩樹による日本の漫画。集英社の『グランドジャンプ』にて、2013年2月号から連載開始。後にWEB連載に移行し、2017年2月1日に完結。単行本は全4巻。

## あらすじ
奔放な性生活を送る大学生の美希は、ある朝起きると街中から人々が消滅していることに気が付く。美希は、食料調達と自分以外に人を捜し街中を彷徨う。ある日、デブの男と出会い自分一人ではないことが判明するが、容姿が生理的に受け入れられず美希は逃げ出す。それからしばらくたったある日の夜、美希は別の男からレイプされそうになったところを、デブの男に助けられる。二人は、協力してサバイバルを始める。ある日、美希は故郷に帰りたいと言う。デブの男はどこからかソーラーパネル装備の電気自動車を調達し、二人で美希の故郷を目指す。
途中、粟島睦月や佐山夫妻と合流。眠り続ける「王子様」を拾って、美希の故郷への旅は続く。
やがて、道は断崖によって阻まれる。美希の兄を名乗る人物が断崖にかかる細い橋に立ちふさがり、美希を通さないようにする。またずっと寝たままだった
「王子様」も目覚め未希を停めようとする。しかし、デブ、睦月や佐山夫妻の4人は兄や「王子様」と争い、美希を渡そうとする。
断崖の下の暗闇から自分を呼ぶ声に、美希は断崖を飛び降りた。
実は、美希は大学に入って一人暮らしを始めるとすぐにネトゲにはまり、ゲーム上で非日常的な架空の人物を演じるようになった。ネトゲで気の合ったデブ、睦月や佐山夫妻とオフ会で大型客船での船旅に出かけた際に、船が転覆。オフ会の4人のみ死亡した。美希は一命をとりとめて救出されたものの、意識が戻らないまま2年が経過していた。
美希の母親は、霊能者の大神に頼ったのだった。

## 登場人物
美希（みき）
本作の主人公。大学生。性欲が強く、街から人々が消滅する前は、いろいろな男と毎晩セックスをしていた。
暗がりを極端に怖がり、就寝前にはオナニーや性行為を行い、イって気絶することでようやく寝る。
デブの男
人々が消滅した街で、美希以外に存在している人間。
美希も名前を憶えていなかったが、83話（最終話の1つ前）でそっくりな2歳下の弟が登場し、「佐藤太郎」と名前が判明する。
粟島睦月、佐山亮平、佐山恵理
道中で美希と出会い、美希の故郷への旅に同道する。亮平と恵理は夫婦。
大神龍哉
ずっと寝ているため、当初は「王子様」と通称されていた。

## 書誌情報
- 唯登詩樹 『最近この世界は私だけのモノになりました……』 集英社〈ヤングジャンプ・コミックス〉、全4巻
  1. 2014年8月20日発売 ISBN 978-4-08-879689-5
  2. 2014年12月19日発売 ISBN 978-4-08-890091-9
  3. 2016年1月19日発売 ISBN 978-4-08-890352-1
  4. 2017年3月17日発売 ISBN 978-4-08-890667-6